# CNCO
CNCO ist eine lateinamerikanische Musikgruppe, welche Ende 2015 durch die Castingshow La Banda bekannt wurde. Sie vertreten Musikrichtungen wie Reggaeton oder Latin-Pop.
Der Name CNCO kommt aus dem Spanischen Wort „cinco“ und bedeutet fünf.

## Besetzung
- Christopher Vélez aus Ecuador (geboren am 23. November 1995)
- Richard Camacho aus der Dominikanischen Republik (geboren am 22. Januar 1997)
- Zabdiel De Jesús aus Puerto Rico (geboren am 13. Dezember 1997)
- Joel Pimentel De León aus Mexiko (geboren am 28. Februar 1999)
- Erick Brian Colón Arista aus Kuba (geboren am 3. Januar 2001)

## Erste Konzerte
- 2016: Ricky Martin’s One World Tour (als Vorgruppe)
- 2016: Enrique Iglesias and Pitbull Tour (als Vorgruppe)
- 2017: Más Allá Tour (als Hauptakt)

## Diskografie
Studioalben

| Jahr | Titel Musiklabel              | Höchstplatzierung, Gesamtwochen, AuszeichnungChartplatzierungen (Jahr, Titel, Musiklabel, Platzierungen, Wochen, Auszeichnungen, Anmerkungen) | Höchstplatzierung, Gesamtwochen, AuszeichnungChartplatzierungen (Jahr, Titel, Musiklabel, Platzierungen, Wochen, Auszeichnungen, Anmerkungen) | Höchstplatzierung, Gesamtwochen, AuszeichnungChartplatzierungen (Jahr, Titel, Musiklabel, Platzierungen, Wochen, Auszeichnungen, Anmerkungen) | Höchstplatzierung, Gesamtwochen, AuszeichnungChartplatzierungen (Jahr, Titel, Musiklabel, Platzierungen, Wochen, Auszeichnungen, Anmerkungen) | Höchstplatzierung, Gesamtwochen, AuszeichnungChartplatzierungen (Jahr, Titel, Musiklabel, Platzierungen, Wochen, Auszeichnungen, Anmerkungen) | Anmerkungen                                             |
| Jahr | Titel Musiklabel              | CH | US | Latin | MX | ES | Anmerkungen                                             |
| ---- | ----------------------------- | --- | --- | --- | --- | --- | ------------------------------------------------------- |
| 2016 | Primera cita Sony Music Latin | — | US39 (1 Wo.)US | Latin1 Gold · (75 Wo.)Latin | MX15 ×2Doppelplatin · (56 Wo.)MX | ES24 (41 Wo.)ES | Erstveröffentlichung: 26. August 2016 Verkäufe: 175.000 |
| 2018 | CNCO Sony Music Latin         | CH76 (1 Wo.)CH | US33 (1 Wo.)US | Latin1 Platin · (63 Wo.)Latin | MX2 ×3Dreifachgold · (17 Wo.)MX | ES3 (10 Wo.)ES | Erstveröffentlichung: 6. April 2018 Verkäufe: 195.000   |
| 2021 | Déjà vu Sony Music Latin      | CH98 (1 Wo.)CH | — | Latin19 (1 Wo.)Latin | — | ES33 (1 Wo.)ES | Erstveröffentlichung: 5. Februar 2021                   |
| 2022 | XOXO Sony Music Latin         | — | — | — | — | — | Erstveröffentlichung: 26. August 2022                   |

## Auszeichnungen
- 2016: Premios Juventud (4 Kategorien gewonnen)
- 2016: Latin American Music Awards (3 Kategorien gewonnen)
- 2017: Premios Lo Nuestro (3 Kategorien gewonnen)
- 2017: iHeart Music Awards (1 Kategorie gewonnen)
- 2017: Billboard Latin Music Awards (3 Kategorien gewonnen)
- 2017: Latin American Music Awards (4 Kategorien gewonnen)
- 2019: Billboard Music Awards (3 Kategorien gewonnen)